# طاوشانلي
طَاوشَانلِي (بالتركية: Tavşanlı) هي إحدى محلَّات منطقة «أوف» في ولاية طربزون.
عُرفت قديمًا بـ«مِيچُوه» (بالتركية: Miço). لم تُذكر ضمن القُرى التابعة لمنطقة «أوف» في السجلَّات الرسميَّة العُثمانيَّة العائدة للقرنين الخامس عشر والسادس عشر الميلاديين، ولم يظهر اسمها مُجددًا حتَّى سنة 1653م، وذلك في سجل الجزى، مما يعكس أنَّ مُعظم أهلها كانوا ما زالوا من النصارى. ورد ذكرُ هذه القرية مُجددًا سنة 1681م في سجل العوارض، حيثُ ذُكر أنَّ عدد سُكَّانها وصل إلى أربعةٍ وعشرين شخصًا، منهم إحدى وعشرون مُسلمًا وثلاثة نصارى.
استمرَّت المحلَّة تُعرف باسمها القديم بعد سُقُوط الدولة العُثمانيَّة وقيام الجُمهُوريَّة التُركيَّة على أنقاضها، لكن ما أن حلَّت سنة 1959م حتَّى بُدِّل اسمها إلى «طاوشانلي» بموجب القانون رقم «7267»، بُحجَّة أنَّ الاسم القديم أجنبيّ الأصل وقد يُسبَّب لبسًا. بدأ الاسم الجديد يظهر في السجلات الحُكُوميَّة التُركيَّة بدايةً من الإحصاء السُكَّاني لسنة 1960م.